# AS Pro Piacenza 1919
Die Associazione Sportiva Pro Piacenza 1919 s.r.l ist ein italienischer Fußballverein aus Piacenza. Der Verein wurde 1919 gegründet und trägt seine Heimspiele im Stadio Leonardo Garilli aus, das Platz bietet für 21.700 Zuschauer. Die AS Pro Piacenza spielte bisher noch nie erst- oder zweitklassig und ist derzeit in der Serie C, der dritthöchsten Spielklasse in Italien, zu finden.

## Geschichte
Die Associazione Sportiva Pro Piacenza 1919 s.r.l wurde im Jahre 1919 als Zusammenschluss zweier in Piacenza ansässiger Vereine gegründet. Diese hießen Ausonia und Bandiera und spielten bis dato jeweils auf regionalem Niveau. Damit wurde die AS Pro Piacenza im gleichen Jahr gegründet wie der Lokalrivale Piacenza Calcio 1919. Dieser entstand auch aus einer Fusion einiger, anderer, kleiner Vereine aus Piacenza. In den folgenden Jahrzehnten schlugen beide Klubs jedoch unterschiedliche Wege ein. Während sich Piacenza Calcio in den oberen Profiligen etablieren konnte und zwischen 1995 und 2000 sowie nochmals zwischen 2001 und 2003 sogar erstklassig spielte, kam Pro Piacenza viele Jahrzehnte lang nicht über den provinzialen Amateurfußball hinaus. 
Nach jahrzehntelangem unterklassigen Fußball mit sehr vielen Namensänderungen gelang Pro Piacenza ein Aufschwung gerade in dem Moment, als Piacenza Calcio in seine bisher größte Krise stürzte. 2012 musste der Lokalrivale Insolvenz anmelden und nach erfolgter Neugründung in der damals sechstklassigen Eccellenza neu starten. Im gleichen Jahr gelang Pro Piacenza erstmals in der Vereinsgeschichte der Aufstieg in die Serie D als damals fünfthöchste Spielklasse Italiens. Dort konnte man auf Anhieb den ersten Platz in der Girone B erreichen und sich für die neu gegründete Lega Pro qualifizieren. Dabei profitierte Pro Piacenza durchaus von der Zusammenlegung von Lega Pro Prima Divisione und Lega Pro Seconda Divisione zu Lega Pro, da der Verein dadurch mit einem Aufstieg von der fünften in die dritte Liga vorstieß.
In jener Lega Pro konnte sich die AS Pro Piacenza zunächst zwei Jahre lang nur knapp halten. Sowohl 2014/15 als auch 2015/16 gelang der Klassenerhalt erst nach erfolgreichen Playout-Spielen gegen den Forlì FC beziehungsweise die UC AlbinoLeffe. In ihrem dritten Drittligajahr, in dem auch Piacenza Calcio wieder bis in die dritte Liga aufgestiegen war, konnte die AS Pro Piacenza mit Rang elf in der Girone A dann sicher den Klassenerhalt erzielen.
In der Saison 2018/19 geriet der Verein in finanzielle Schwierigkeiten. Er konnte die für die Serie C erforderlichen finanziellen Sicherheiten nicht mehr aufbieten und seine Profispieler nicht mehr bezahlen, die daraufhin in einen wochenlangen Streik traten. Nachdem der Verein beim Spiel gegen die AC Cuneo am 17. Februar 2019 mit nur sieben Teenagern angetreten war und 0:20 verloren hatte, wurde er vom italienischen Fußballverband FIGC von der Serie C ausgeschlossen.

## Erfolge
- Aufstieg in die Lega Pro: 1× (2013/14)

## Spieler
- Enrico Alfonso (2014–2015)